# 榮久庵憲司
榮久庵憲司（日語：榮久庵憲司，1929年9月11日—2015年2月8日）是一名日本工業設計家，是GK設計集團會長與廣島國際大學客座教授。

## 生平
1929年出生於東京府（現時的東京都），翌年移民到夏威夷。1937年返國，初期住在廣島縣福山市，同年11月搬到東京府西巢鴨居住。1945年9月搬到廣島市居住。
1950年入讀東京藝術大學美術學院設計學系，並於1955年畢業。就讀期間（1952年）跟朋友和東京藝術大學教授小池岩太郎設立兼職設計組織GK（「小池組」（Group of Koike）的英文簡稱），其後於1957年成立GK工業設計研究所，並擔任所長。
1961年憑為萬字醬油設計的餐桌用醬油瓶一炮而紅，並令當時日本社會將醬油和萬字醬油畫上等號。此後也參與多種產品的設計，包括鐵路車輛、汽車、電單車、家庭電器、電子產品及工業機械等。
1979年他榮獲有著“工業設計界諾貝爾獎”之稱的Collin King獎。
2000年獲得勳四等旭日小綬章。
2015年2月8日凌晨3點57分因病竇綜合症在東京都新宿區的醫院去世，享年85歲。

## 主要作品
- 餐桌用醬油瓶（1960年）：1993年獲頒優良設計獎
- 山葉電單車MORPHOII
- 日本中央競馬會徽（1987年）
- 東京都徽（1989年）
- 東日本旅客鐵道車輛
  - 新幹線E3系電力動車組（秋田新幹線「小町」號）
  - JR東日本209系電力動車組
  - JR東日本E217系電力動車組
  - JR東日本E231系電力動車組
  - JR東日本253系電力動車組（「成田特快」）
  - JR東日本255系電力動車組（「Boso View Express」）
- 廣島電鐵5000型電車（Green Mover）

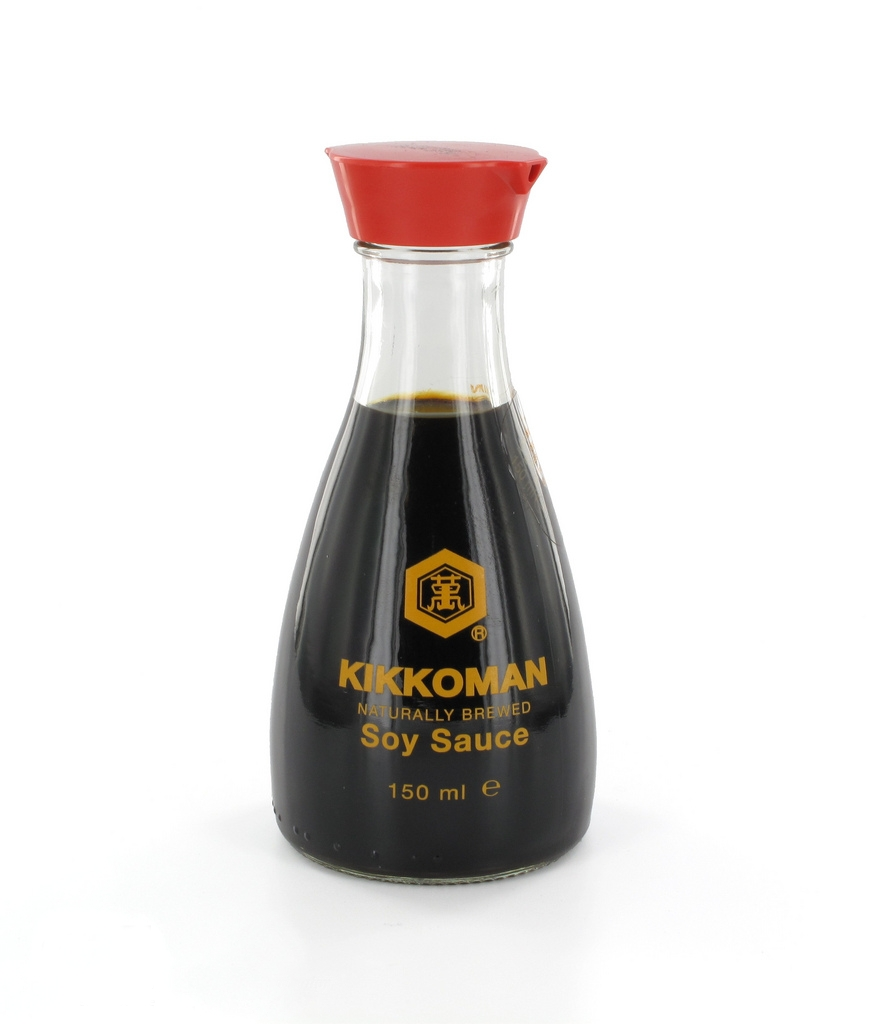
龜甲萬餐桌用醬油瓶
東京都徽
日本中央競馬會徽
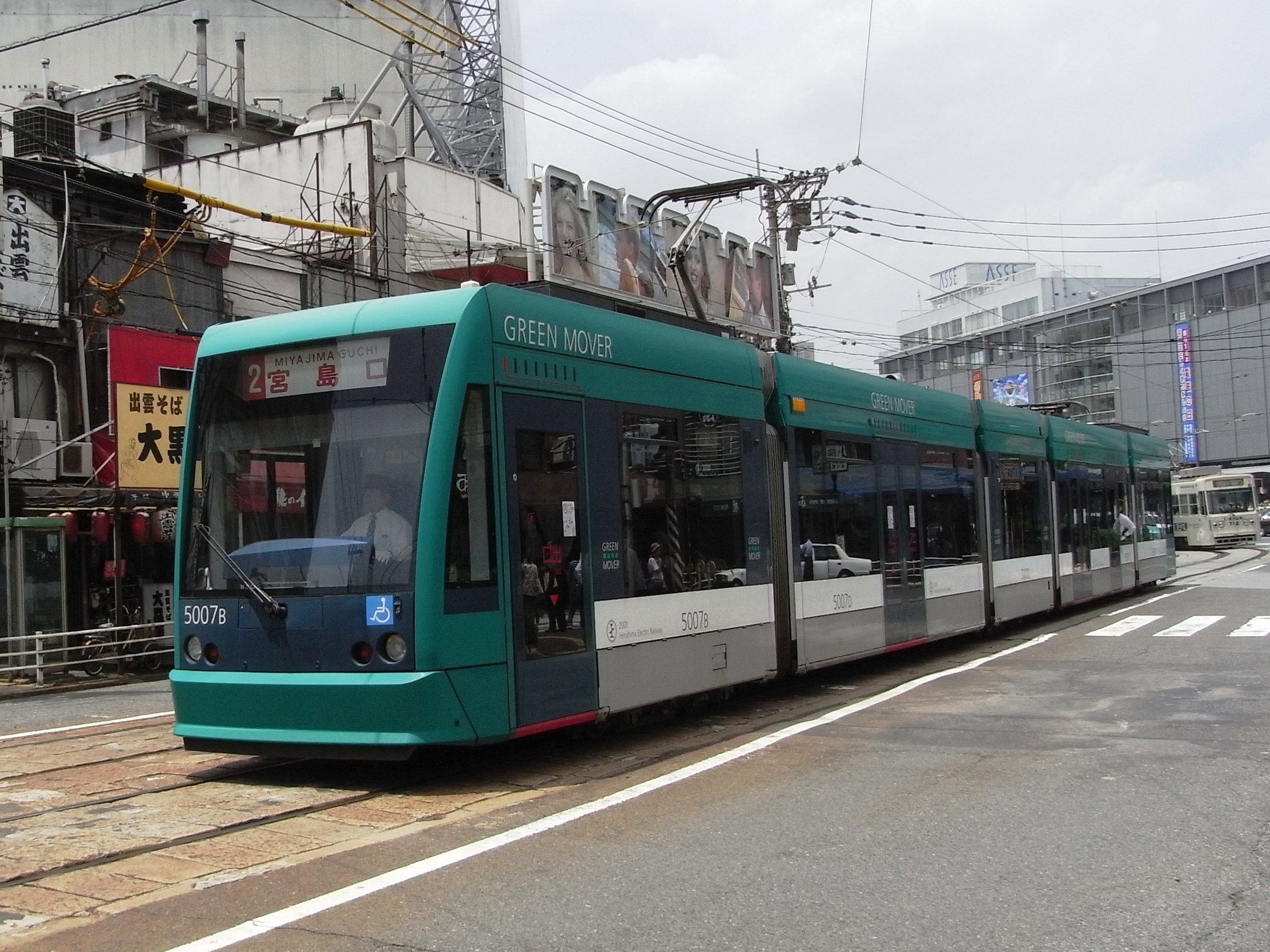
廣島電鐵5000型電車
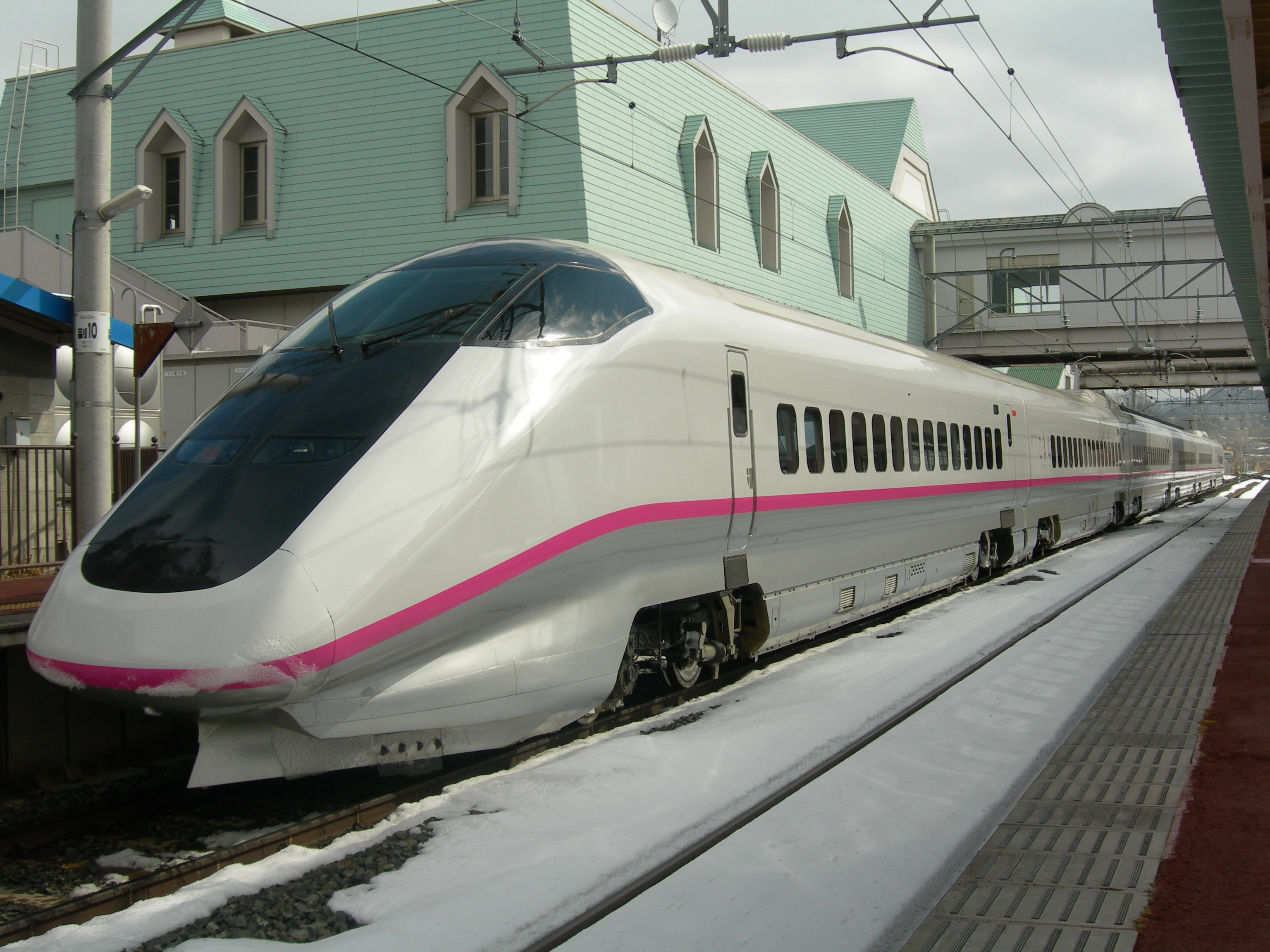
新幹線E3系電聯車
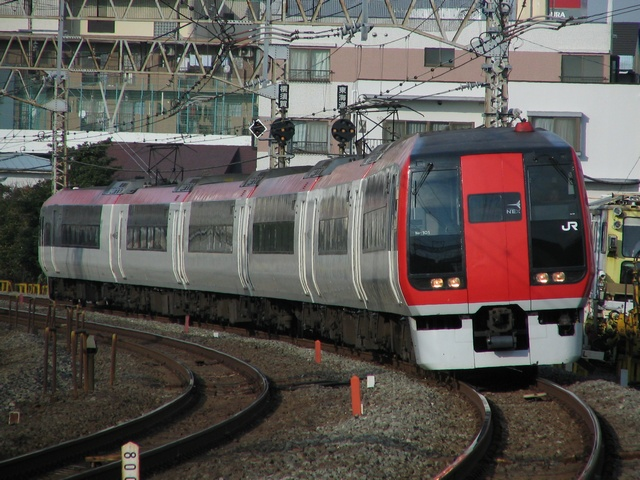
JR東日本253系電聯車
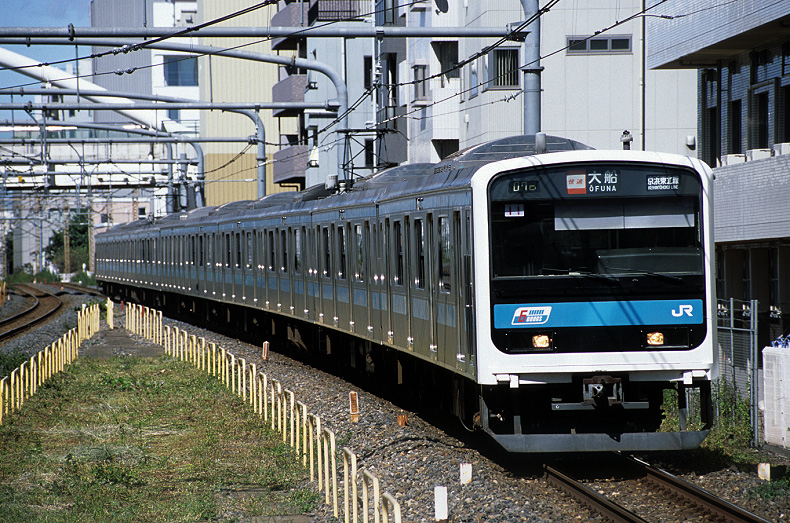
JR東日本209系電聯車
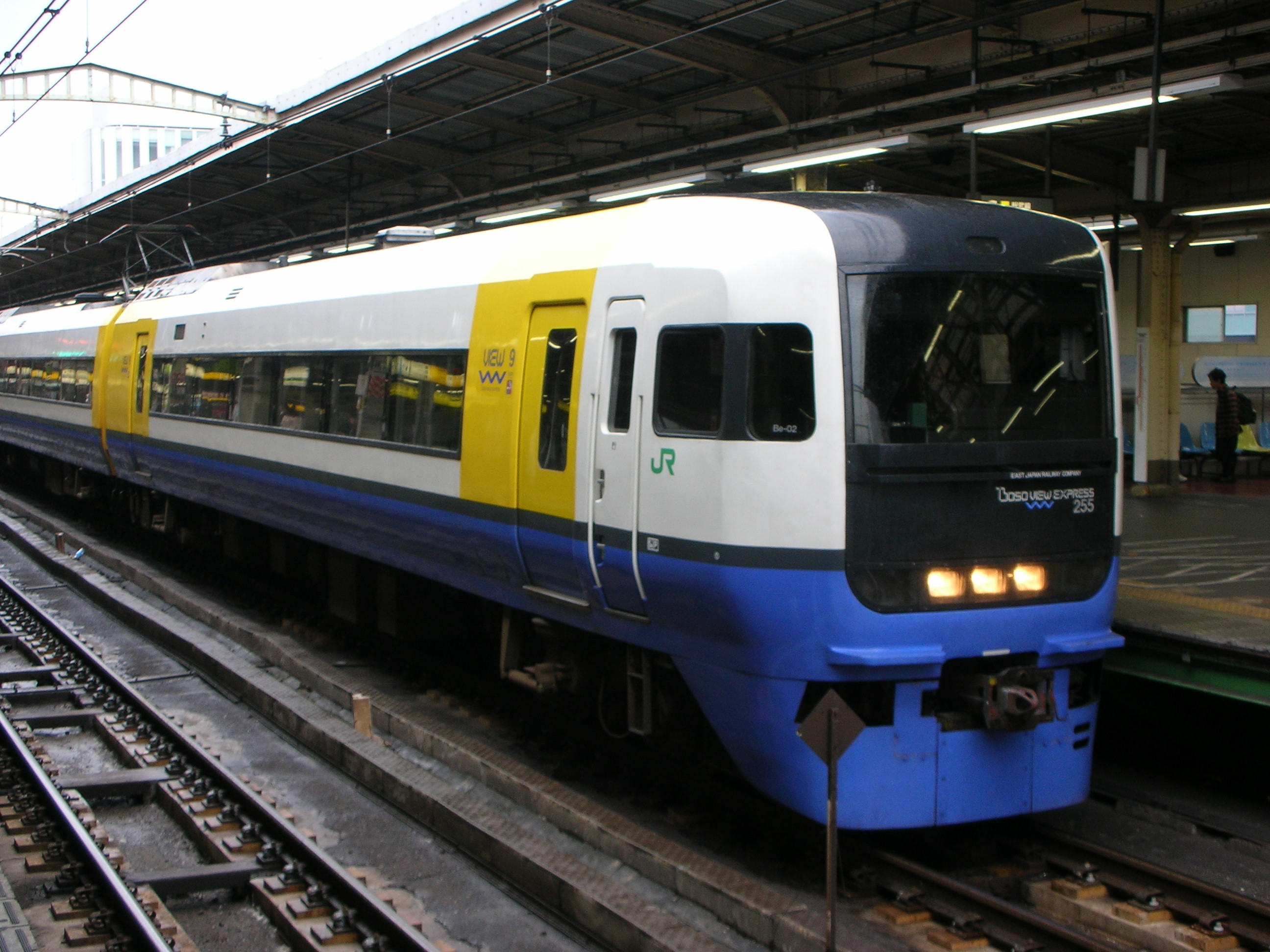
JR東日本255系電聯車
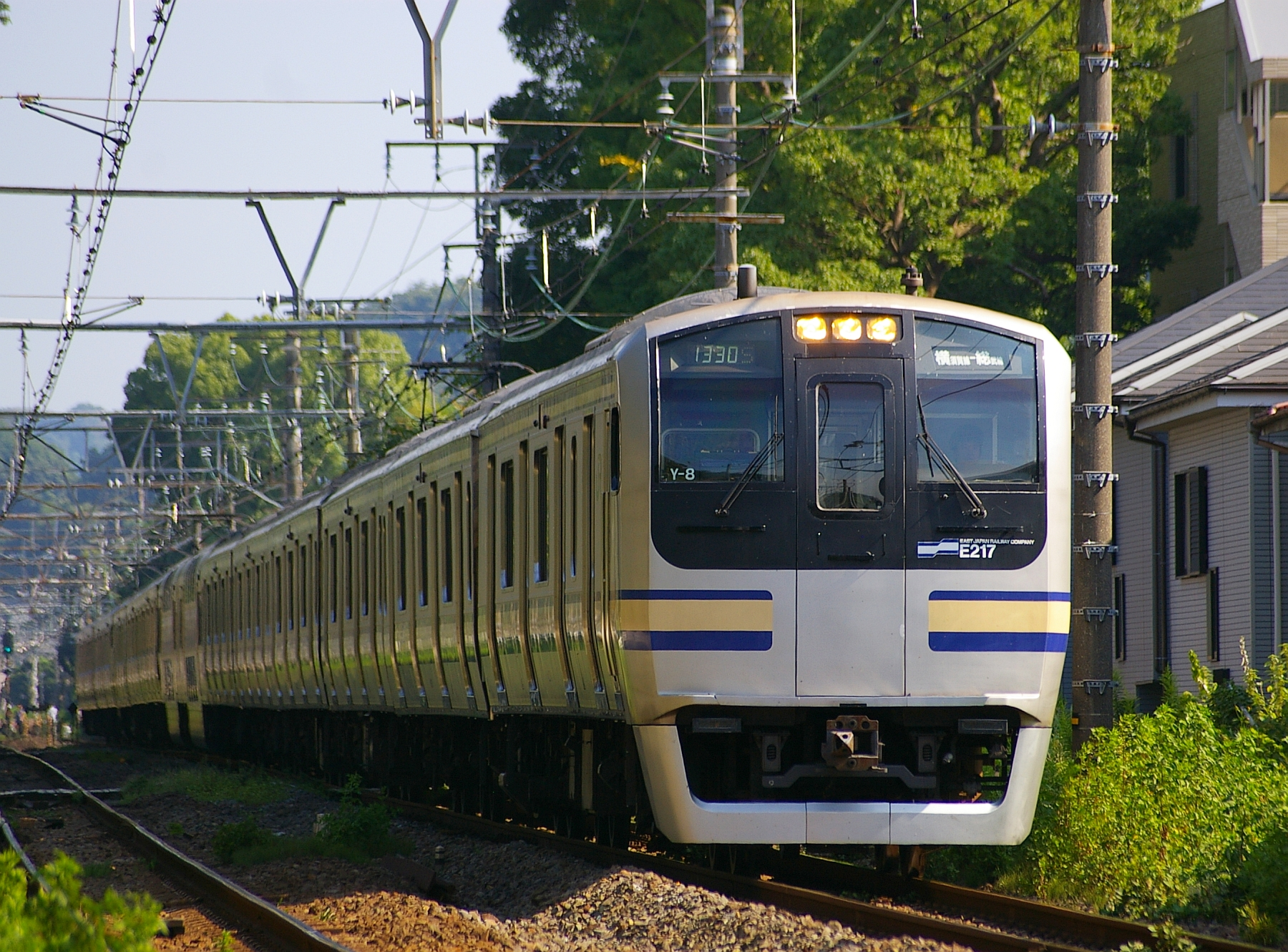
JR東日本E217系電聯車
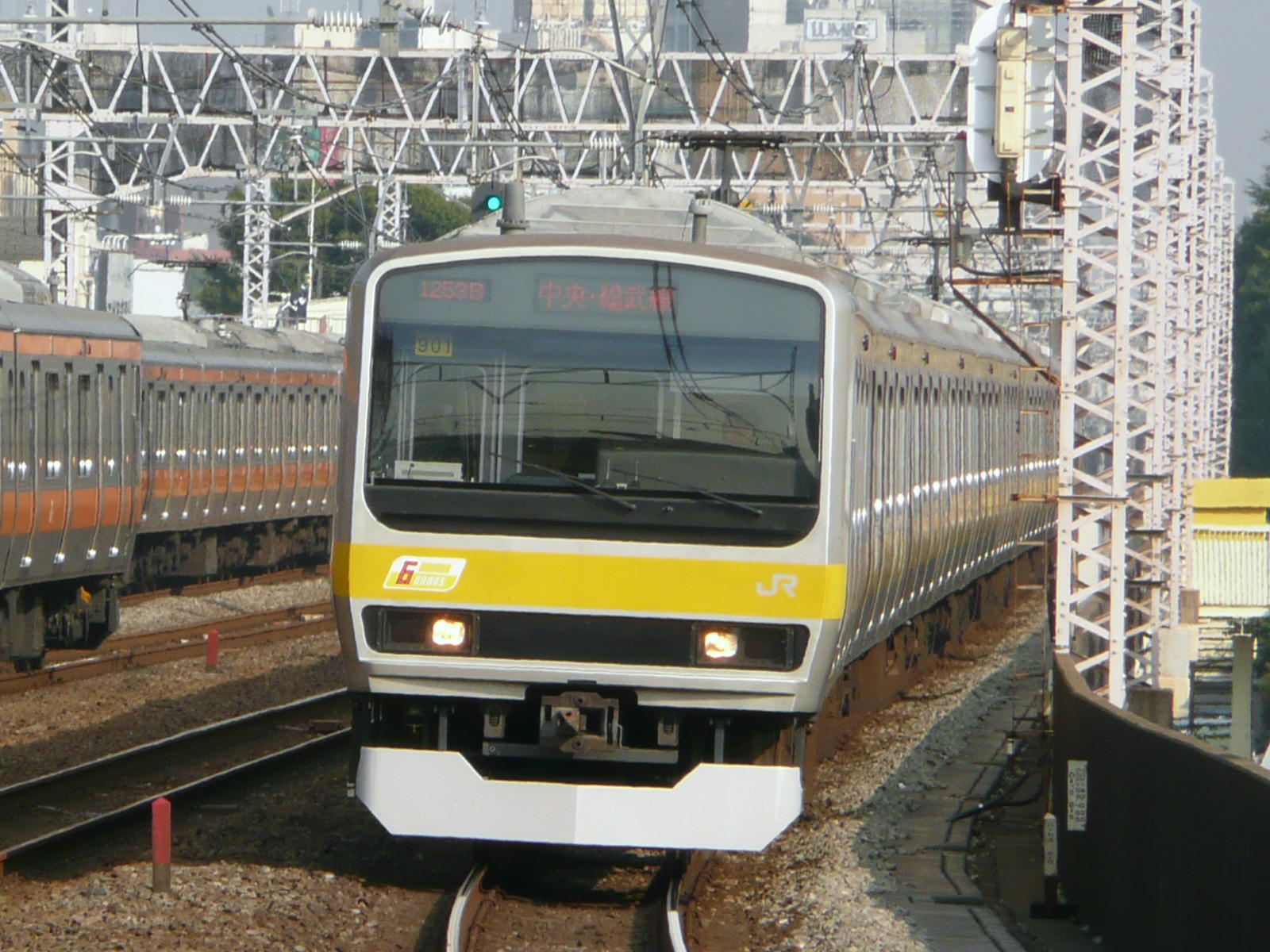
JR東日本E231系電聯車

## 荣誉
- 1979: 科林·金（Collin King）奖（国际工业设计协会）[2]
- 1997: 藝術與文學勳章（法国文化部）[3]
- 2000: 四等旭日小绶章（日本）[2]
- 2003: 好彩设计奖（Lucky Strike）（雷蒙德·洛威基金会）[4]
- 2004: 芬兰雄狮勋章（芬兰）[5]

## 另見
- 奧山清行：日本設計師、曾設計法拉利恩佐跑車，為JR東日本等鐵路公司設計多款車輛。
- 水戶岡銳治：日本設計師、為JR九州等鐵路公司設計車輛及車站。

## 外部連結
- GK設計集團（日語）
- GK設計集團－榮久庵憲司簡歷（日語）